# Whole Lotta Red
«Whole Lotta Red» es el segundo álbum de estudio del rapero estadounidense Playboi Carti, lanzado el 25 de diciembre de 2020 por el sello Interscope y AWGE. Alcanzó el puesto 1 en la lista Billboard 200 y Billboard Top R&B/Hip-Hop Albums.

## Antecedentes y lanzamiento
En agosto de 2018, luego del lanzamiento del álbum de estudio debut de Carti, Die Lit, apareció un video de él discutiendo su próximo álbum y llamándolo Whole Lotta Red. En noviembre, interpretó canciones inéditas en un concierto en Seattle. En mayo de 2019, apareció en "Earfquake", el sencillo principal de Igor de Tyler, the Creator, y los fanáticos notaron su casi ininteligible "voz de bebé". Más tarde ese mes, una canción titulada "Pissy Pamper" con Young Nudy que se filtró y se volvió viral en la plataforma social TikTok. "Kid Cudi" también alcanzó el número 1 en Spotify's US Viral 50 antes de ser eliminado. Varias otras canciones también se filtrarían a través de YouTube y SoundCloud, lo que supuestamente provocó que Carti rehaga el álbum.
El 14 de abril de 2020, Carti tuiteó la portada de "@ Meh", que se lanzó como sencillo dos días después. La canción se destacó por su uso de la "voz de bebé" antes mencionada. En mayo, Carti apareció en la canción "Pain 1993", del mixtape de Drake, Dark Lane Demo Tapes, que continuó usando la "voz de bebé" y se convirtió en su primer éxito entre los diez primeros en el Billboard Hot 100 de EE. UU. en el número siete en la tabla.
El 23 de noviembre, luego de una pausa en las redes sociales, Carti publicó en sus redes sociales fotos borrosas de sí mismo con la leyenda "Album.TuRneD iN [sic]", dando a entender que el álbum ya estaba subido el sello discográfico. En los días siguientes, Carti anunció colaboraciones con varios otros raperos, incluidos Kanye West, Kid Cudi, Travis Scott y Future. También tuiteó a Post Malone y Pharrell Williams.
El 22 de diciembre, Carti anunció la portada, la fecha de lanzamiento para el 25 de diciembre de 2020 y los pedidos anticipados de la mercancía.
Whole Lotta Red debutó en el número uno en el Billboard 200 de EE. UU. Con 100,000 unidades equivalentes a álbumes (incluidas 10,000 ventas de álbumes puros) en su primera semana. Este se convirtió en el primer debut número uno de Carti en Estados Unidos y su segundo álbum entre los 10 primeros. El álbum también acumuló un total de 126,43 millones de transmisione en la semana que finalizó el 31 de diciembre de 2020.

## Promoción
El 16 de abril de 2020, el sencillo principal del álbum, "@ Meh", se lanzó digitalmente en tiendas de música y servicios de transmisión. La canción alcanzó el puesto 35 en el Billboard Hot 100 de EE. UU., Donde se convirtió en su segundo top 40 en la lista como artista principal. Su video musical debutó el mismo día del lanzamiento de la canción, y fue dirigido por el mismo Carter y Nick Walker.

## Imagen del álbum
El 22 de diciembre de 2020, Carti anunció la portada de Whole Lotta Red a través de las redes sociales. Fue diseñado por Jung "Art Dealer" Chung. La portada es una imagen en blanco y negro de Carti con un contorno blanco y la palabra Red en grandes letras rojas en la parte superior de la portada. La portada se basa y rinde homenaje a la revista de punk-rock de finales de los 70, Slash.

## Lista de canciones
Lista de canciones de Whole Lotta Red:

| Whole Lotta Red track listing |                                      |                |          |  |
| N.º                           | Título                               | Productor(es)  | Duración |  |
| 1.                            | «Rockstar Made»                      | F1lthy         | 3:13     |  |
| 2.                            | «Go2DaMoon» (featuring Kanye West)   | Wheezy         | 1:59     |  |
| 3.                            | «Stop Breathing»                     | F1lthy         | 3:38     |  |
| 4.                            | «Beno!»                              | Outtatown      | 2:33     |  |
| 5.                            | «JumpOutTheHouse»                    | Richie Souf    | 1:33     |  |
| 6.                            | «M3tamorphosis» (featuring Kid Cudi) | F1lthy         | 5:12     |  |
| 7.                            | «Slay3r»                             | Roark Bailey   | 2:44     |  |
| 8.                            | «No Sl33p»                           | KP             | 1:28     |  |
| 9.                            | «New Tank»                           | F1lthy         | 1:29     |  |
| 10.                           | «Teen X» (featuring Future)          | Maaly Raw      | 3:25     |  |
| 11.                           | «Meh»                                | Outtatown      | 1:58     |  |
| 12.                           | «Vamp Anthem»                        | KP             | 2:04     |  |
| 13.                           | «New N3on»                           | Maaly Raw      | 1:56     |  |
| 14.                           | «Control»                            | Outtatown      | 3:17     |  |
| 15.                           | «Punk Monk»                          | F1lthy         | 3:49     |  |
| 16.                           | «On That Time»                       | F1lthy         | 1:42     |  |
| 17.                           | «King Vamp»                          | Art Dealer     | 3:06     |  |
| 18.                           | «Place»                              | Pi'erre Bourne | 1:57     |  |
| 19.                           | «Sky»                                | Art Dealer     | 3:13     |  |
| 20.                           | «Over»                               | Art Dealer     | 2:46     |  |
| 21.                           | «ILoveUIHateU»                       | Pi'erre Bourne | 2:15     |  |
| 22.                           | «Die4Guy»                            | Art Dealer     | 2:11     |  |
| 23.                           | «Not PLaying»                        | Art Dealer     | 2:10     |  |
| 24.                           | «F33l Lik3 Dyin»                     | Bailey         | 3:24     |  |
| 62:12                         |                                      |                |          |  |

## Posiciones
| Posición (2020–2021)                    | Máxima posición |
| --------------------------------------- | --------------- |
| Australian Albums (ARIA)                | 15              |
| Bélgica (Ultratop flamenca)             | 18              |
| Bélgica (Ultratop valona)               | 74              |
| Canadá (Billboard Canadian Albums)      | 2               |
| Países Bajos (Album Top 100)            | 7               |
| Finlandia (Suomen Virallinen Lista)     | 11              |
| Alemania (Offizielle Top 100)           | 45              |
| Irlanda (OCC)                           | 18              |
| Lithuanian Albums (AGATA)               | 2               |
| New Zealand Albums (RMNZ)               | 7               |
| Norwegian Albums (VG-lista)             | 5               |
| Swedish Albums (Sverigetopplistan)      | 37              |
| Suiza (Schweizer Hitparade)             | 4               |
| Reino Unido (UK Albums Chart)           | 17              |
| Estados Unidos (Billboard 200)          | 1               |
| Estados Unidos (Top R&B/Hip-Hop Albums) | 1               |

### Gráficos de fin de año
| Máxima (2021)                         | Posición |
| ------------------------------------- | -------- |
| US Billboard 200                      | 91       |
| US Top R&B/Hip-Hop Albums (Billboard) | 60       |

| Máxima (2022)                         | Posición |
| ------------------------------------- | -------- |
| Lithuanian Albums (AGATA)             | 91       |
| US Billboard 200                      | 88       |
| US Top R&B/Hip-Hop Albums (Billboard) | 67       |

| Máxima (2023)    | Posición |
| ---------------- | -------- |
| US Billboard 200 | 160      |